# Agrupació Nacionalista Escolar
L'Agrupació Nacionalista Escolar va ser una associació d'estudiants d'ideologia nacionalista valenciana, que va funcionar entre 1918 i 1924.
No va ser la primera societat d'estudiants valencianistes, perquè ja funcionava l'Acadèmia Valencianista del Centro Escolar y Mercantil. No obstant això sí que va ser la primera que va promoure la unitat lingüística i d'acció dels territoris de parla catalana i que va presentar una actitud pròpiament nacionalista, enfront del caràcter regionalista i lingüísticament secessionista dels companys de l'Acadèmia Valencianista.
Encara que no va prendre el seu nom definitiu i es va presentar oficialment fins a 1919, ja des d'almenys 1918 treballaven en ella ja diversos estudiants encapçalaments per Vicent Tomàs i Martí. Este escolar, natural d'Artana, havia estudiat a Barcelona, i de la seua estada allí va portar idees, contactes i també fons per a estendre el nacionalisme a València. L'Agrupació Escolar Nacionalista va compartir objectius i mitjans amb la Unió Valencianista, i va comptar amb el diari La Correspondencia de Valencia per als seus comunicats.
L'associació va tindre un eco limitat entre els estudiants, i no va tindre capacitat de sobreviure a la prematura defunció del seu inspirador Tomás i Martí ni als nous temps de la Dictadura de Primo de Rivera. La seua última menció coneguda data de 1924. No obstant això la seua herència no va desaparéixer,sinó que amb l'arribada de la República va viure en l'Agrupació Valencianista Republicana, en la que van militar molts que havien sigut els seus membres i on es va guardar el record de Tomàs i Martí.